# Steve McManaman
Steven McManaman (Kirkdale, 11 de febrer de 1972) és un exfutbolista internacional anglès. Va jugar com a extrem al Liverpool FC, el Reial Madrid, el Manchester City i a la selecció anglesa. Va ser el primer futbolista anglès en guanyar la Lliga de Campions dues vegades, i el primer a fer-ho amb un equip no anglès.

## Palmarès
Liverpool FC
- FA Cup: 1992
- FA Community Shield: 1990
- Copa de la Lliga: 1995

Reial Madrid
- Primera divisió: 2000-01, 2002-03
- Supercopa espanyola: 2001, 2003
- Lliga de Campions: 2000, 2002
- Supercopa europea: 2002
- Copa Intercontinental: 2002
- Trofeu Santiago Bernabéu: 1999, 2000, 2003

## Estadístiques
| País                    | Club                    | Temporada               | Lliga   | Lliga | Lliga   | Copa    | Copa | Copa    | Europa  | Europa | Europa  | Altres  | Altres | Altres  | Total   | Total | Total   |
| País                    | Club                    | Temporada               | Partits | Gols  | Assist. | Partits | Gols | Assist. | Partits | Gols   | Assist. | Partits | Gols   | Assist. | Partits | Gols  | Assist. |
| ----------------------- | ----------------------- | ----------------------- | ------- | ----- | ------- | ------- | ---- | ------- | ------- | ------ | ------- | ------- | ------ | ------- | ------- | ----- | ------- |
|                         | Liverpool FC            | 1989–99                 | 274     | 46    | 112     | 59      | 15   | 20      | 31      | 5      | 10      | 0       | 0      | 0       | 364     | 66    | 142     |
|                         | Reial Madrid CF         | 1999–03                 | 94      | 8     | 20      | 15      | 1    | 2       | 43      | 5      | 11      | 5       | 0      | 0       | 157     | 14    | 33      |
|                         | Manchester City FC      | 2003–05                 | 35      | 0     | 6       | 5       | 0    | 0       | 4       | 0      | 1       | 0       | 0      | 0       | 44      | 0     | 7       |
| Total a la seva carrera | Total a la seva carrera | Total a la seva carrera | 403     | 54    | 138     | 80      | 16   | 22      | 78      | 10     | 22      | 5       | 0      | 0       | 579     | 80    | 182     |